# AUBE (化粧品)
AUBE（オーブ）は、花王ソフィーナのメイクアップブランド。

## 概要
花王ソフィーナより、1994年からショッピングセンター・ドラッグストアにてカウンセリング化粧品として展開していたメイクアップライン。
2008年12月には、機能性重視のセカンドライン「AUBE couture（オーブ クチュール）」が発売され、2010年12月より製品は全て「AUBE couture」へと完全移行したが、2017年11月発売の「なめらか質感ひと塗りルージュ」より約7年ぶりに「AUBE」のブランド名を復活。以降「AUBE couture」の機能性はそのまま、ECサイト販売にも積極展開していた。
2024年1月、販売終了を発表。3月から順次生産を停止、同年8月末販売を完全終了。ブランド30年の歴史に幕を下ろすこととなった。
なお、花王グループにおけるメイクアップブランドは子会社のカネボウ化粧品が扱う「KATE（ケイト）」が実質的な代替ブランドを担う。

## 主なキャッチコピー

### AUBE
- 「ハッピーをあやつれ。」（2002年-）
- 「ワタシを叶えるメイク」（2005年-）
- 「美人をつくる計算メイク」（2008年-）
- 「毎日、キレイがうまくいく」（2017年-）

### AUBE couture
- 「キレイを引き出す具体策」（2009年-）

## イメージキャラクター
※ 2021年以降、ブランドの終息までモデルの起用はなかった。
過去
- 高橋リナ
- 上戸彩
- 浜崎あゆみ
- 片瀬那奈
- hitomi
- 内田有紀
- ケリー・チャン
- 梨花
- 上原さくら
- 相武紗季
- 佐々木希
- 江角マキコ
- 多部未華子
- 菅野美穂
- 井川遥
- 吉田羊
- 久本雅美
- TWICE
- 石原さとみ

など。